# Cameron Diaz
Cameron Michelle Diaz (San Diego, 30 de agosto de 1972) é uma atriz, escritora e modelo norte-americana. Chegou à fama na década de 1990 com papéis nos filmes The Mask, My Best Friend's Wedding e There's Something About Mary. Conhecida por seus trabalhos tanto na comédia quanto no drama, seus filmes arrecadaram mais de 3 bilhões de dólares em bilheterias nos EUA, e estabeleceu Diaz como uma das estrelas mais lucrativas de Hollywood.
Cameron estrelou inúmeros sucessos, como, Charlie's Angels, The Sweetest Thing, The Holiday, What Happens in Vegas, My Sister's Keeper, Knight and Day, Bad Teacher, The Other Woman, e empresta sua voz a personagem Princesa Fiona na franquia de filmes Shrek.
Ela recebeu quatro indicações ao Globo de Ouro por suas atuações nos filmes, Being John Malkovich, Vanilla Sky, Gangs of New York, e There's Something About Mary, pelo qual também ganhou o New York Film Critics Circle Awards de Melhor Atriz.

## Biografia

### Juventude
Cameron Diaz nasceu em 30 de agosto de 1972, em San Diego, Califórnia, é filha de Billie, uma agente de importação/exportação, e Emilio Luiz Diaz (1949–2008), capataz da petrolífera californiana Unocal. Ela tem uma irmã mais velha, Chimene.
Ela é de origem hispano-cubana do lado paterno, sendo que seus avós emigraram de Cuba para os Estados Unidos e eram descendentes de espanhóis. Do lado materno, é descendente de ingleses, alemães, holandeses e indígenas. O pai de Diaz morreu de câncer no fígado em 2008.
Diaz foi criada em Long Beach, e frequentou a Escola Primária Los Cerritos, e depois a Escola Secundária Politécnica de Long Beach, onde foi líder de torcida e colega de escola do rapper Snoop Dogg.

### Carreira
Aos 16 anos, enquanto ainda cursava o ensino médio, Diaz assinou um contrato de modelo com a Elite Model Management, e apareceu em anúncios da Calvin Klein e da Levi's. Em 1990, aos 17 anos, ela apareceu na capa da edição de julho da revista Seventeen. No ano seguinte, ela morou por 3 meses na Austrália, onde filmou um comercial para a Coca-Cola.
Aos 21 anos, Cameron fez um teste para o filme The Mask, protagonizado por Jim Carrey. Ela conseguiu o teste por recomendação de um agente da Elite, que procuravam uma modelo que tivesse o perfil de Cameron. Mesmo não tendo experiência anterior em atuação, ela foi escalada, e começou a ter aulas de atuação para interpretar a cantora de jazz Tina Carlyle. The Mask foi um sucesso de bilheteria em 1994, e lançou Diaz como um símbolo sexual.
Diaz seguiu apostando em sua carreira de atriz, em 1995, ela atuou no longa  independente The Last Supper, e foi escalada para atuar no filme Mortal Kombat, mas teve que pedir demissão após quebrar a mão enquanto treinava para o papel. No ano seguinte, ela conseguiu um papel principal como ex-stripper na comédia dramática Feeling Minnesota, e contracenou com Jennifer Aniston na comédia, She's the One, seguido por um papel principal em Head Above Water.

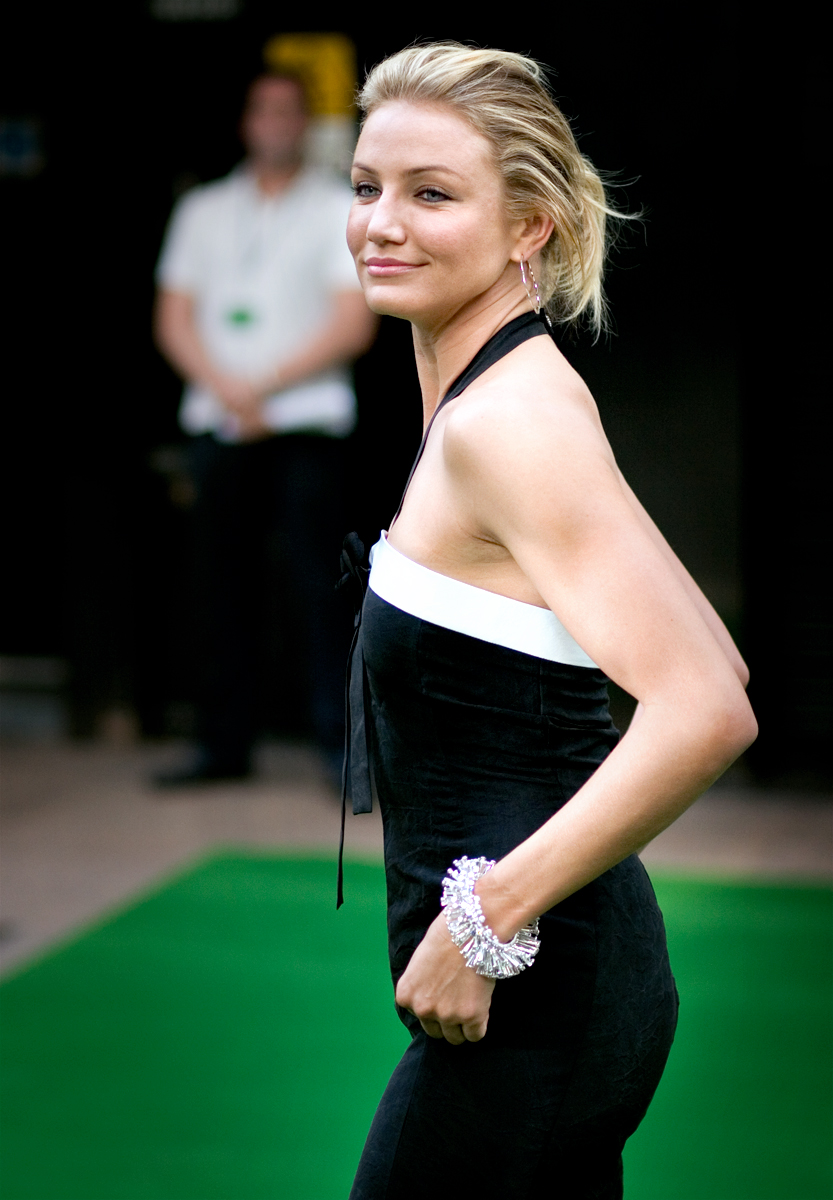
Diaz na estréia de Shrek Terceiro em Londres, em 2010.

Em 1997, além de atuar em A Life Less Ordinary, Diaz estrelou a comédia romântica My Best Friend's Wedding, interpretando a noiva rica de um jornalista esportivo que é amigo de longa data do personagem de Julia Roberts. O filme foi um sucesso de bilheteria, e é considerado um dos melhores filmes de comédia romântica de todos os tempos.
Em 1998, Diaz estrelou, ao lado de Ben Stiller e Matt Dillon, a comédia Quem Vai Ficar com Mary?, interpretando Mary, uma jovem atraente que mora em Miami e tem vários homens competindo por seu afeto. O filme foi um sucesso, sendo o quarto filme de maior bilheteria do ano, e Diaz foi indicada ao Globo de Ouro na categoria Melhor Atriz em Comédia ou Musical, e venceu um MTV Movie Award de Melhor Performance. No mesmo ano, também estrelou a comédia, Very Bad Things. e atuou em Being John Malkovich, como a esposa de um bonequeiro desempregado, que é obcecada por animais de estimação, que se encontra na mente do ator John Malkovich. O filme recebeu grande aclamação, e rendeu a Diaz indicações de Melhor Atriz Coadjuvante no Globo de Ouro, BAFTA e SAG Awards.
Em 2000, estrelou ao lado de Drew Barrymore e Lucy Liu, adaptação cinematográfica da série de televisão Charlie's Angels, que foi um dos filmes de maior bilheteria do ano. Em 2001, Diaz estrelou o drama independente, The Invisible Circus, e no ano seguinte, atuou em Vanilla Sky, ao lado de Tom Cruise. Vanilla Sky foi sucesso de crítica, e rendeu a Diaz indicações de Melhor Atriz Coadjuvante no Globo de Ouro, SAG Awards, e no Critics' Choice Awards. Também em 2001, emprestou a sua voz a princesa Fiona no filme de animação Shrek, bem como em suas sequências. 
Em 2002, Diaz estrelou a comédia The Sweetest Thing, e o longa do diretor Martin Scorsese, Gangs of New York, onde ela assumiu o papel de uma batedora de carteiras, e o interesse amoroso do personagem de Leonardo DiCaprio. Em seguida, Diaz reprisou seu papel na sequência do filme Charlie's Angels: Full Throttle. Em 2005, Diaz contracenou com Toni Collette e Shirley MacLaine em In Her Shoes, um filme de comédia dramática focado no relacionamento entre duas irmãs e sua avó. No ano seguinte, ela estrelou ao lado de Kate Winslet, a comédia romântica The Holiday, onde interpretou Amanda, uma produtora americana de trailers de filmes que consegue uma troca de casa com uma britânica (Winslet). O filme se tornou um dos maiores sucessos comerciais do ano. O único filme de Diaz em 2007 foi Shrek Terceiro. Em 2008, retornou a telonas com a comédia romântica What Happens in Vegas, ao lado de Ashton Kutcher. Durante esse período, Diaz ganhou cerca de 50 milhões de dólares, se tornando uma das atrizes mais bem pagas do mundo.
Em 2009, Diaz estrelou o drama My Sister's Keeper, interpretando uma ex-advogada, e mãe de três filhos, uma dos quais está morrendo de leucemia. No terror psicológico The Box, Diaz e o ator James Marsden, interpretam um casal que recebe uma caixa de um homem misterioso que lhes oferece um milhão de dólares se eles pressionarem o botão que se encontra na caixa, sabendo que alguém, em algum lugar, morrerá por causa dela. A resposta crítica foi mista, e o filme foi considerado uma decepção financeira em 2009.

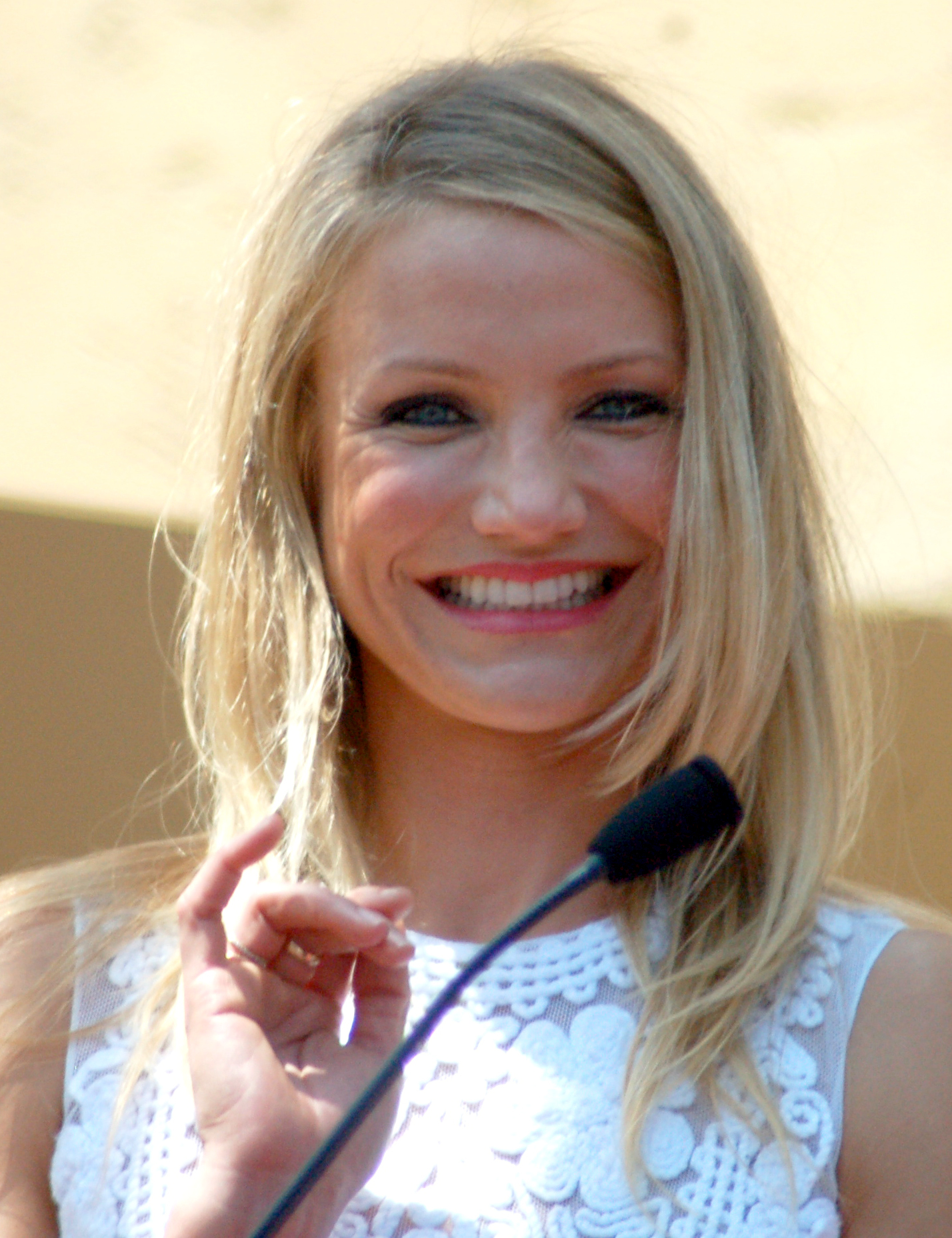
Diaz ao receber sua estrela na Calçada da Fama, em Hollywood, em 2009.

Em 2010, a revista Forbes colocou Diaz em 60º lugar, na lista das 100 celebridades mais ricas do mundo. No mesmo ano, ela se reuniu novamente com Tom Cruise, no filme de ação Knight and Day. Nele, Diaz interpreta uma restauradora de carros clássicos, que involuntariamente se envolve com o excêntrico agente secreto Roy Miller (Cruise), que está fugindo do Serviço Secreto. O filme recebeu críticas mistas, mas tornou-se um grande sucesso de bilheteria.
Em 2011, ela atuou na comédia Bad Teacher, como Elisabeth Halsey, uma professora de ensino médio, imoral e oportunista, que após ser dispensada por seu noivo rico, decide investir no recém-chegado professor substituto (Justin Timberlake), que vem de família rica, mas que está interessado em outra professora (Lucy Punch). Apesar das críticas, em sua maioria negativas, o filme foi um ucesso comercial. Em 2012, Diaz foi escalado para mais uma comédia romântica, What to Expect When You're Expecting, onde interpreta Jules Baxter, uma participante de um programa de dança de celebridades, e apresentadora de um programa de fitness para perda de peso, que fica grávida do bebê de seu parceiro de dança. O outro filme de Diaz naquele ano foi Gambit, um remake do filme homônimo de 1966.
Em 2013, publicou seu primeiro livro, The Body Book: Feed, Move, Understand and Love Your Amazing Body, que entrou para a lista de mais vendidos do The New York Times. Seu único projeto cinematográfico nesse ano foi o thriller The Counselor, dirigido por Ridley Scott. Em 2014, Diaz estrelou três filmes, as comédias The Other Woman e Sex Tape, e o musical infantil Annie, todos eles foram criticados negativamente pela crítica, mas foram bem-sucedidos financeiramente. Após Annie, Diaz decidiu fazer uma pausa na atuação, e afirmou que não retornaria "tão cedo".
Em junho de 2016, após o sucesso de seu primeiro livro, publicou um segundo, The Longevity Book: The Science of Aging, the Biology of Strength, and the Privilege of Time. Desde então, ela investiu em startups de saúde e biotecnologia. Em 2020, Diaz lançou uma marca de vinho orgânico, Avaline.
Em 2022, ela apareceu como jurada convidada no episódio de abertura da temporada de RuPaul's Drag Race All Stars 7, e afirmou que era uma grande fã do programa. Em junho de 2022, foi anunciado que Diaz voltaria a atuar, estrelando ao lado de Jamie Foxx, na comédia de ação da Netflix Back in Action lançada em 2025. Em março de 2024, Diaz foi anunciada como estrela do filme da Apple TV+ Outcome, ao lado de Keanu Reeves. As filmagens do projeto começaram no final daquele mês. Ela também repetirá sua voz como Princesa Fiona em Shrek 5, com lançamento previsto para 1º de julho de 2026.

## Vida pessoal

### Relacionamentos e Família
De 1990 a 1994, Diaz morou com o produtor de vídeo Carlos de la Torre, que conheceu enquanto filmava um anúncio no Japão. De 1996 a 1998, namorou o ator Matt Dillon. Ela também esteve em um relacionamento com o ator e cantor Jared Leto, entre 1999 e 2003. De 2003 a dezembro de 2006, ela namorou o cantor Justin Timberlake. De 2010 a 2011, namorou o ex-jogador do New York Yankees, Alex Rodriguez.
Ela se casou com o músico Benji Madden, da banda Good Charlotte, numa cerimônia judaica realizada em sua casa em Beverly Hills, em 5 de janeiro de 2015. O casal foi apresentado dez meses antes, por sua amiga Nicole Richie, que é casada com o irmão gêmeo de Benji, Joel. Em 30 de dezembro de 2019, nasceu a primeira filha do casal, Raddix Chloe Wildflower Madden, no Cedars Sinai Medical Center, em Los Angeles, via barriga de aluguel. Em março de 2024, foi anunciado que o casal havia dado as boas-vindas ao seu segundo filho, um menino chamado Cardinal Madden, também por meio de barriga de aluguel.

### Ativismo e Política
Diaz criou sua própria fundação em 2001, a Begin Today for Tomorrow. A fundação arrecadou fundos para organizações como Children's Dental Health Clinic, AIDS Project Los Angeles, African Wildlife Foundation, Childrens Defense Fund, Pathways to Independence, Roar Foundation. Conhecida por seu ativismo ambiental, ela foi uma das primeiras a adotar o carro híbrido Toyota Prius. Diaz esteve envolvida com o "Iraq and Afghanistan Veterans of America (IAVA)", a primeira e maior organização sem fins lucrativos para os veteranos das guerras no Iraque e Afeganistão, e falou como defensora das famílias dos militares.
Cameron apoia a comunidade LGBT, fazendo parte de eventos, campanhas e doações. Ela também ajuda na conscientização contra o HIV/AIDS, fazendo parte da AIDS Project Los Angeles, instituição que visa conscientizar, prevenir e bancar o tratamento de pessoas de baixa renda nos EUA. Ela já revelou ter acompanhado uma situação de perto, quando o primo de seu pai, morreu de AIDS, no início dos anos 80.
Durante as eleições presidenciais norte-americanas de 2000, Cameron posicionou-se contra George W. Bush, usando em lugares públicos uma camiseta com a frase: "I won't vote for a son of a Bush!" ("Eu não vou votar em um filho de um Bush!"), enquanto divulgava Charlie's Angels.

### Ação Judicial
Em maio de 1992, Cameron foi fotografada e filmada por John Rutter, para um editorial de moda de lingerie. Nos bastidores, ela ficou nua no set, devido as trocas de roupa, e fez algumas brincadeiras com a equipe, insinuando sadomasoquismo, sem saber que estava sendo fotografada e filmada por Rutter o tempo todo. Em 2003, Rutter abordou Diaz, pouco antes do lançamento de Charlie's Angels: Full Throttle, deixando-a ciente do material que ela tinha, e oferecendo-se para vender as fotos e o vídeo para ela por 3,5 milhões dólares, antes de tentar vendê-los a possíveis compradores. Diaz viu isso como uma tentativa de chantagem e o processou. Em julho de 2004, um vídeo de 30 minutos da sessão de fotos, intitulado She's No Angel, apareceu em um site russo. Rutter negou divulgá-lo. Em 16 de setembro de 2005, Rutter foi condenado a mais de três anos de prisão por tentativa de roubo, falsificação e perjúrio.

## Filmografia
| Ano  | Filme                                      | Título em Português                                                                      | Papel                               | Notas       |
| ---- | ------------------------------------------ | ---------------------------------------------------------------------------------------- | ----------------------------------- | ----------- |
| 1994 | The Mask                                   | br: O Máskara pt: A Máscara                                                              | Tina Carlyle                        |             |
| 1995 | The Last Supper                            | br: O Último Jantar pt: A Última Ceia II                                                 | Jude                                |             |
| 1996 | She's the One                              | br: Nosso Tipo de Mulher pt: Aquela que Eu Quero                                         | Heather                             |             |
| 1996 | Feeling Minnesota                          | br: Paixão Bandida pt: A Mulher do Meu Irmão                                             | Freddie Clayton                     |             |
| 1996 | Head Above Water                           | br: Amor Alucinante pt: Águas Profundas                                                  | Nathalie                            |             |
| 1997 | Keys to Tulsa                              | br: Acerto de Contas pt: Crime em Tulsa                                                  | Trudy                               |             |
| 1997 | My Best Friend's Wedding                   | br/pt: O Casamento do Meu Melhor Amigo                                                   | Kimberly Wallace                    |             |
| 1997 | A Life Less Ordinary                       | br: Por uma Vida Menos Ordinária pt: Vidas Diferentes                                    | Celine Naville                      |             |
| 1998 | Fear and Loathing in Las Vegas             | br: Medo e Delírio pt: Delírio em Las Vegas                                              | Felycia McCarthney a Repórter loura |             |
| 1998 | There's Something About Mary               | br: Quem Vai Ficar com Mary? pt: Doidos Por Mary                                         | Mary Jensen                         |             |
| 1998 | Very Bad Things                            | br: Uma Loucura de Casamento pt: Eram Todos Bons Rapazes                                 | Laura Garrety                       |             |
| 1999 | Being John Malkovich                       | br: Quero ser John Malkovich pt: Queres ser John Malkovich?                              | Lotte Schwartz                      |             |
| 1999 | Any Given Sunday                           | br/pt: Um Domingo Qualquer                                                               | Christina Pagniacci                 |             |
| 2000 | Things You Can Tell Just by Looking at Her | br: Coisas Que Você Pode Dizer Só de Olhar Para Ela pt: O que Direi Olhando para Ti      | Carol Faber                         |             |
| 2000 | Charlie's Angels                           | br: As Panteras pt: Os Anjos de Charlie                                                  | Natalie Cook                        |             |
| 2001 | The Invisible Circus                       | br: Uma História a Três                                                                  | Faith                               |             |
| 2001 | Shrek                                      | br/pt: Shrek                                                                             | Princesa Fiona                      | voz         |
| 2001 | Vanilla Sky                                | br/pt: Vanilla Sky                                                                       | Julianna 'Julie' Gianni             |             |
| 2002 | The Sweetest Thing                         | br: Tudo Pra Ficar com Ele pt: A Coisa Mais Doce                                         | Christina Walters                   |             |
| 2002 | My Father's House                          |                                                                                          | A Garota                            |             |
| 2002 | Minority Report                            | br: Minority Report pt: Relatório Minoritário                                            | Mulher no metrô                     |             |
| 2002 | Gangs of New York                          | br: Gangues de Nova York pt: Gangs de Nova Iorque                                        | Jenny Everdeane                     |             |
| 2003 | Shrek 4-D                                  |                                                                                          | Princesa Fiona                      | voz         |
| 2003 | Charlie's Angels: Full Throttle            | br: As Panteras Detonando pt: Charlie's Angels: Potência Máxima                          | Natalie Cook                        |             |
| 2004 | Shrek 2                                    | br/pt: Shrek 2                                                                           | Princesa Fiona                      | voz         |
| 2005 | In Her Shoes                               | br: Em Seu Lugar pt: Na Sua Pele                                                         | Maggie Feller                       |             |
| 2006 | The Holiday                                | br/pt: O Amor não Tira Férias (2006)                                                     | Amanda Woods                        |             |
| 2007 | Shrek the Third                            | br: Shrek Terceiro pt: Shrek o Terceiro                                                  | Princesa Fiona                      | voz         |
| 2008 | What Happens in Vegas                      | br: Jogo de Amor em Las Vegas pt: Loucuras em Las Vegas                                  | Joy McNally-Fuller                  |             |
| 2009 | My Sister's Keeper                         | br: Uma Prova de Amor pt: Para a Minha Irmã                                              | Sara Fitzgerald                     |             |
| 2009 | The Box                                    | br: A Caixa pt: Presente de Morte                                                        | Norma Lewis                         |             |
| 2010 | Shrek Forever After                        | br: Shrek para Sempre pt: Shrek para Sempre!                                             | Princesa Fiona                      | voz         |
| 2010 | Knight and Day                             | br: Encontro Explosivo pt: Dia e Noite                                                   | June Havens                         |             |
| 2010 | The Green Hornet                           | br: O Besouro Verde pt: Green Hornet                                                     | Lenore Case                         |             |
| 2011 | Bad Teacher                                | br: Professora sem Classe pt: Professora Baldas                                          | Elizabeth Halsey                    |             |
| 2012 | What To Expect When You’re Expecting       | br: O Que Esperar Quando Se Esta Esperando pt: O Que Se Espera Enquanto Se Está à Espera | Jules                               |             |
| 2012 | Gambit                                     | br: Um Golpe Perfeito pt: Ladrões com Estilo                                             | PJ Puznowski                        |             |
| 2013 | The Counselor                              | br: O Conselheiro do Crime pt: O Conselheiro                                             | Malkina                             |             |
| 2014 | The Other Woman                            | br: Mulheres ao Ataque pt: Não Há Duas Sem Três                                          | Carly                               |             |
| 2014 | Sex Tape Perdido Na Nuvem                  | pt: Sex Tape                                                                             | Annie                               |             |
| 2014 | Annie                                      | pt: Annie                                                                                | Sra Hanningan                       |             |
| 2022 | RuPaul's Drag Race All Stars               | RuPaul's Drag Race: All Stars                                                            | Ela Mesma                           |             |
| 2025 | Back in Action                             | br: De Volta à Ação                                                                      | Emily                               |             |
| ASA  | Outcome                                    |                                                                                          |                                     | em produção |
| 2026 | Shrek 5                                    |                                                                                          | Princesa Fiona                      | voz         |

## Prémios e Indicações
Globo de Ouro
- Melhor Atriz Comédia/Musical Quem Vai Ficar com Mary? (1999) — Indicada

- Melhor Atriz (coadjuvante/secundária) Quero Ser John Malkovich (2000) — Indicada

- Melhor Atriz (coadjuvante/secundária) Vanilla Sky (2002) — Indicada

- Melhor Atriz (coadjuvante/secundária) Gangues de Nova York (2003) — Indicada

BAFTA
- Melhor Atriz (coadjuvante/secundária) Quero Ser John Malkovich (2000) — Indicada

MTV Movie Awards
- Melhor Revelação Feminina The Mask (1994) — Indicada

- Melhor Sequência de Dança The Mask (1994) — Indicada

- Melhor Sequência de Dança Por uma Vida Menos Ordinária (1998) — Indicada

- Melhor Atriz Quem Vai Ficar com Mary? (1999) — Vencedora

- Melhor Atriz/Comediante Quem Vai Ficar com Mary? (1999) — Indicada

- Melhor Beijo Quem Vai Ficar com Mary? (1999) — Indicada

- Melhor Equipe Quem Vai Ficar com Mary? (1999) — Indicada

- Melhor Sequência de Dança As Panteras (2001) — Vencedora

- Melhor Equipe As Panteras (2001) — Vencedora

- Melhor Equipe Shrek (2002) — Indicada

- Melhor Beijo Gangues de Nova York (2003) — Indicada

- Melhor Sequência de Dança As Panteras — Detonando (2004) — Indicada

- Melhor Beijo O Amor Não Tira Férias (2007) — Indicada

Razzie Awards
- Pior Atriz As Panteras — Detonando (2004) — Indicada

- Pior Atriz  Jogo de Amor em Las Vegas (2009) — Indicada

- Pior Dupla Jogo de Amor em Las Vegas — (2009) — Indicada
- Pior Atriz Sex tape, Mulheres ao ataque — (2014)-Indicada
- Pior Atriz Coadjuvante " Annie " — (2014)-Indicada